# Kim Eun-jung (voetballer)
Kim Eun-Jung (Seoel, 8 april 1979) is een Zuid-Koreaans voetballer.

## Carrière
Kim Eun-Jung speelde tussen 1997 en 2014 voor Daejeon Citizen, Vegalta Sendai, FC Seoul, Changsha Ginde, Jeju United, Gangwon FC, Pohang Steelers en Daejeon Citizen.
In 2015 werd hij assistent-trainer en scout bij de Belgische club AFC Tubize, waar hij in 2017 ook even overnam als hoofdtrainer.

### Zuid-Koreaans voetbalelftal
Kim Eun-Jung debuteerde in 1998 in het Zuid-Koreaans nationaal elftal en speelde 13 interlands, waarin hij 5 keer scoorde.